# Hôtel de région des Hauts-de-France

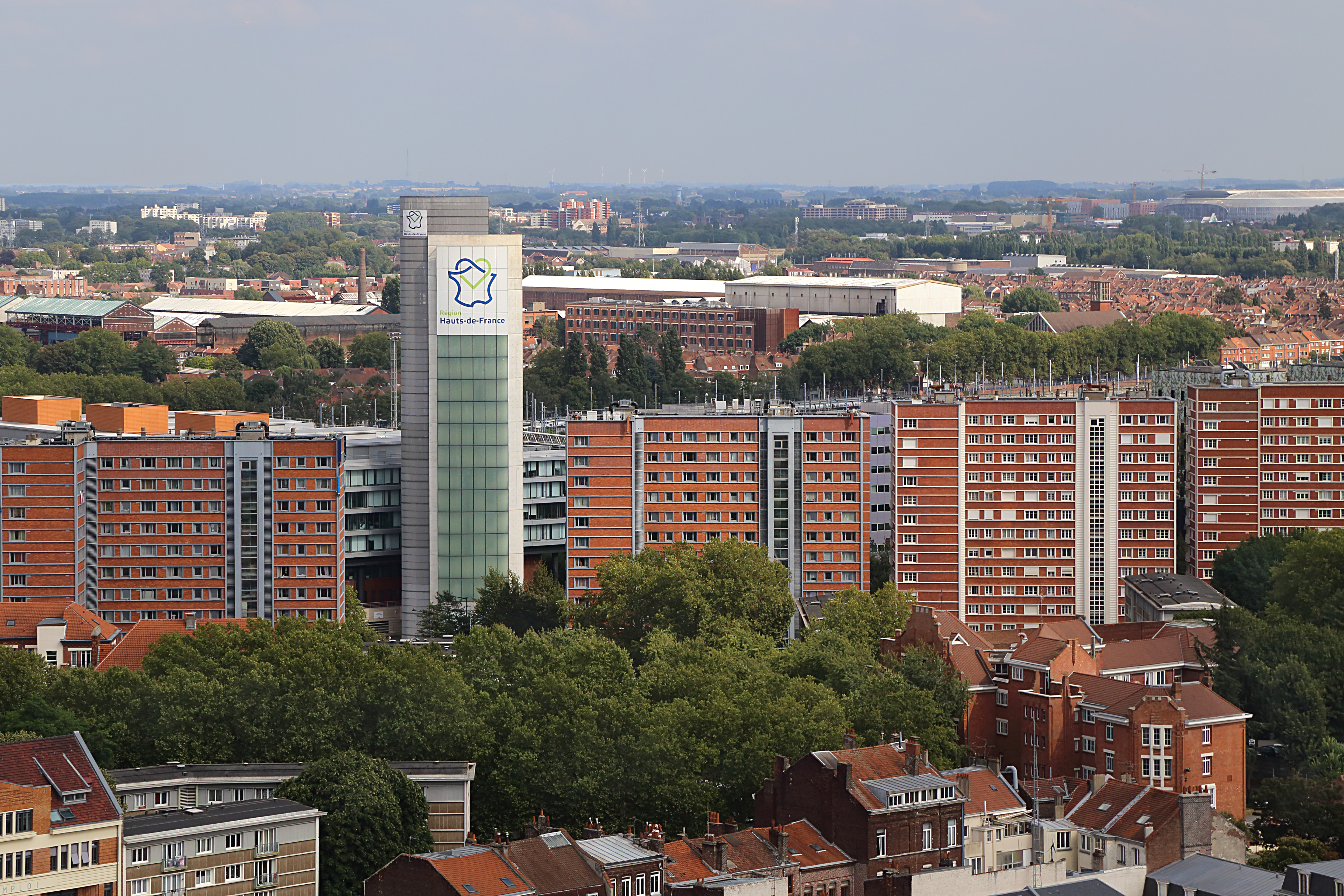
L'hôtel de région vu du haut du beffroi.

L'Hôtel de région des Hauts-de-France, situé au no 151, avenue du Président-Hoover à Lille, est le siège du conseil régional des Hauts-de-France. Avant le 1er janvier 2016, il était le siège du conseil régional du Nord-Pas-de-Calais

## Naissance des régions modernes
En 1969, l'échec du référendum visant à élargir le rôle des régions conduit à la démission de Charles de Gaulle de la présidence de la République. Ce refus peut probablement expliquer pourquoi, lors de la promulgation de la loi du 5 juillet 1972 créant les conseils régionaux, les circonscriptions d'action régionale sont investies de peu de pouvoirs ; elles cessent toutefois d'être de simples territoires pour devenir des établissements publics. Elles ne prennent néanmoins le nom de « régions » qu'avec la loi de décentralisation de 1982, qui en fait des collectivités territoriales au même titre que les départements et les communes, et institue l’élection des conseillers régionaux au suffrage universel direct, dans le cadre des départements, pour un mandat de six ans renouvelable. La première élection eut lieu le 16 mars 1986.

## Historique

### Genèse du projet
Créées en 1982, les régions s’étoffent au fil des années.
Le besoin de bâtiments de services est donc en permanente évolution :
- 1999 : Michel Delebarre choisit de regrouper les services dispersés en 12 sites, ces bâtiments étant tous loués.
- 2002 : Daniel Percheron choisit de limiter le budget de l’investissement au coût cumulé des loyers sur quinze ans[2].

### Site de l'Hôtel de région
Le siège de la région est construit à l'emplacement des bâtiments de la foire commerciale de Lille détruits en 1993, notamment celui de sa halle principale, le « Grand Palais ».

### Concours d'architecture
Le 10 novembre 1999, Michel Delebarre réunit un jury chargé de désigner cinq équipes de maîtrise d’œuvre pour le concours. 57 équipes ont présenté leur candidature. Après délibération du jury, cinq équipes d'architectes sont effectivement retenues, dont Luc Delemazure qui gagnera le concours associé aux architectes Gilles Neveux et Francis Leviel, et au cabinet Wilmotte de Paris pour l'architecture d'intérieur.
Les architectes et les bureaux d'études s'organisent en une agence à proximité du chantier. Tous les documents passent par une cellule de synthèse graphique.

### La construction
Le chantier de l'Hôtel de région a été réalisé en deux tranches par un groupement composé des entreprises Sogea (groupe Vinci) et Rabot Dutilleul Construction (groupe Rabot Dutilleul).

#### 1retranchede travaux
La première tranche consiste principalement en la réalisation de la « Nappe » regroupant les bureaux et les salles de commissions ; de l’hémicycle devant accueillir les sessions de l’Assemblée et du « Signal », haut de 67 mètres.
- 40 000 m2 répartis sur 8 niveaux ;
- 2 niveaux de parking souterrain (448 places) ;
- 1 niveau de parking en extérieur (187 places) ;
- 1 220 postes de travail.

#### 2etranchede travaux
La seconde tranche consiste en la réalisation du socle pour le parking et les locaux techniques, ainsi que de trois immeubles barres destinés à accueillir des bureaux.
- 11 000 m2 répartis sur 9 niveaux ;
- 1 niveau de parking en extérieur (190 places) ;
- 280 postes de travail.

#### Incidents de chantier
- Des fondations des fortifications Vauban ont été décelées au début du projet.
- Les fossés des fortifications, remblayés avec les craons de démolitions d’un blockhaus, ont rendu nécessaires des fondations spéciales.
- Une bombe datant de la guerre a dû être désamorcée.
- Une bouteille de gaz utilisée sur le chantier a explosé en occasionnant des dégâts sur environ 100 m2 de murs rideaux, mais heureusement sans faire de victime.

#### Particularités du chantier
Le site est conçu et réalisé selon la démarche « haute qualité environnementale » (HQE).

## Localisation
Le bâtiment est situé au no 151, avenue du Président-Hoover à Lille, sur un terrain acquis à la SEM Euralille.
Ce site est desservi par la station de métro Lille Grand Palais.

## Description
- Près de 45 000 m2 destinés à accueillir le conseil régional du Nord-Pas-de-Calais.
- Inséré dans le réseau urbain, avec une rue traversante.
- Un « Signal » de 67 m de haut.
- Une « Nappe » de 12 m de haut : salles des commissions permanentes, salle des séances plénières, bureaux...
- La circulation routière passe sous le bâtiment.
- Les services techniques se situent dans les niveaux inférieurs.
- L’ensemble en haute qualité environnementale (HQE) et intégrant les nouvelles technologies d’informations VDI (Voies-Données-Images).
- Les contraintes environnementales du lieu « Bruits et pollutions de trafic » sont traitées pour l'air par un système double flux avec filtrage et pour le bruit soit par des circulations sur les extérieurs ou des façades vitrées double peau.
- Les façades vitrées sont complétées par des éléments de bardage pierre ou type bois.